# Projet microbiote humain
Pour les articles homonymes, voir HMP.

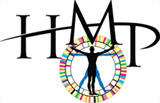
Logo du Human Microbiome Project

Le projet microbiote humain (en anglais, Human Microbiome Project ou HMP) est une initiative des National Institutes of Health (NIH) américains dont le but est d'identifier et de caractériser l'ensemble des micro-organismes qui vivent en association avec les humains, le microbiote. Lancé en 2008,  ce projet de cinq ans, d'un budget total de $115 millions, avait pour but de découvrir les liens entre l'état de santé et les maladies d'une part et le microbiote des personnes impliquées dans cette étude.

## Objectifs
Le projet microbiote humain comprend les objectifs suivants : 
- établir un ensemble de séquences génomiques microbiennes de référence et effectuer la caractérisation préliminaire du microbiote humain ;
- explorer la relation entre les maladies et les changements du microbiote humain ;
- développer de nouveaux outils technologiques pour l'analyse computationnelle ;
- établir un référentiel de ressources ;
- étudier les implications éthiques, juridiques et sociales de la recherche sur le microbiote humain.

## Résultats et réalisations
Plus de 190 publications évaluées par les pairs sont répertoriées sur le site web du projet de juin 2009 à août 2012. Les données sur le génome microbiens ont été extraites en identifiant l'ARN ribosomal spécifique bactérienne, l'ARNr 16S. Les chercheurs ont calculé que plus de 10 000 espèces microbiennes occupent l'écosystème humain et ont identifié de 81 % à 99 % des genres concernés.
Le 13 juin 2012, une étape importante du projet microbiote humain (HMP) a été annoncé par Francis Collins, le directeur des National Institutes of Health. En cartographiant les génomes des micro-organismes du microbiote de personnes en bonne santé, les chercheurs du HMP ont pu créer une base de données de référence et établir les limites de variation microbienne normale chez l'homme,.  
S'y ajoutent des résultats préliminaires qu'il reste à confirmer. On estime par exemple que les gènes codant des protéines des bactéries hébergées chez l'humain seraient 360 fois plus nombreux que les gènes humains. Plusieurs de ces gènes microbiens seraient nécessaires à la survie de l'homme. Certaines activités métaboliques microbiennes telles que la digestion des graisses ne serait pas toujours effectuées par la même espèce bactérienne. Le microbiote humain varierait au fil du temps que ce soit par la prise de médicaments ou par le passage de l'état sain à l'état pathologique d'une personne. Le microbiote reviendrait toutefois à l'état d'équilibre en dépit d'un changement possible de sa composition.

## Autres projets portant sur des microbiotes
D'autres projets ont emboîté le pas dans ce genre d'étude. Le projet 100 000 génomes asiatiques comporte un volet portant sur l'analyse des microbiotes des personnes concernées par un projet portant également sur le séquençage de leur génome. 
Plus ambitieux encore, le projet microbiome Terre (en anglais (Earth Microbiome Project) s'occupe de la collecte d'échantillons de communautés microbiennes autour du globe et de leur analyse.
En marge du projet microbiome Terre s'est développé le projet microbiomes de l'Aquarium Shedd (en anglais Shedd Aquarium Microbiome Project), l'un des premiers projets dont le but est l'étude de microbiomes d'un écosystème contrôlé dans un aquarium.

## Publications
- Les super-pouvoirs du ventre, Elsa Abdoun, Kheira Bettayeb, Fiorenza Gracci, Héloïse Rambert, Science et vie, avril 2016, pp. 48 - 66